# Dentella minutissima
Dentella minutissima är en måreväxtart som beskrevs av Cyril Tenison White och William Douglas Francis. Dentella minutissima ingår i släktet Dentella och familjen måreväxter. Inga underarter finns listade i Catalogue of Life.